# National Lampoon's Vacation (serie de filme)
National Lampoon's Vacation este o serie de filme de comedie bazate pe povestiri apărute în revista americană National Lampoon.

## Filme

### O vacanță de tot râsul
A apărut în 1983. 
O vacanță de tot râsul (în engleză National Lampoon's Vacation) este un film de comedie american regizat de Harold Ramis și avându-i un rolurile principale pe Chevy Chase, Beverly D'Angelo, Randy Quaid, Dana Barron și Anthony Michael Hall. În film apar și comici ca John Candy și Imogene Coca, fotomodelul Christie Brinkley și Jane Krakowski, în roluri mai mici.
Scenariul a fost scris de John Hughes, inspirat din povestirea Vacation '58 din revista National Lampoon Magazine, anul petrecerii acțiunii fiind schimbat în cel de 1983. Povestea originală este o relatare fictivă a excursiei ghinioniste a propriei sale familii la Disneyland (schimbat în Walley World pentru film) atunci când Hughes era un copil. Succesul filmului l-a ajutat în cariera lui scenaristică.

### Vacanță prin Europa
A apărut în 1985. 
Vacanță prin Europa (în engleză National Lampoon's European Vacation) este un film de comedie american din regizat de Amy Heckerling și avându-i un rolurile principale pe Chevy Chase și Beverly D'Angelo. Acesta este cel de-al doilea film din seria National Lampoon's Vacation. Dana Hill și Jason Lively îi înlocuiesc pe Dana Barron și Anthony Michael Hall în rolurile copiilor familiei Griswold, Audrey și Rusty. După ce Hall a refuzat să apară în acest rol (el a decis să joace în Weird Science), producătorii au decis să-i înlocuiască pe ambii copii.
Acesta, alături de Hotel Hell Vacation, a fost singurul film din seria National Lampoon's Vacation în care nu apare Randy Quaid în rolul "vărului Eddie". În plus, în Vacanță prin Europa, numele familiei este văzut ca "Griswald", deși în fiecare film el este pronunțat "Griswold".

### Un Crăciun de neuitat
A apărut în 1 decembrie 1989.  
Un Crăciun de neuitat este un film american regizat de Jeremiah S. Chechik. Este al treilea film din seria de filme National Lampoon. În film interpretează actorii Chevy Chase, Beverly D'Angelo și Randy Quaid. Un locuitor din Chicago, Clark Wilhelm Griswold Jr. (Chevy Chase), vrea să sărbătorească ca la carte Crăciunul și de acest lucru se conving pe pielea lor membrii familiei, soția Ellen (Beverly D'Angelo), fiul său Rusty (Johnny Galecki) și fiica sa Audrey (Juliette Lewis).

### Vacanță în Las Vegas
A apărut în 1997. 
Vacanță în Las Vegas (în engleză Vegas Vacation) este un film de comedie american din regizat de Stephen Kessler și avându-i un rolurile principale pe Chevy Chase și Beverly D'Angelo. Acesta este cel de-al patrulea film din seria National Lampoon's Vacation centrată în jurul familiei fictive Griswold, după O vacanță de tot râsul, Vacanță prin Europa și Un Crăciun de neuitat. Chevy Chase reia rolul lui Clark W. Griswold, capul familiei. Filmul s-a clasat pe locul 4 la box office în primul week-end și a adus încasări de peste 36,4 milioane $ pe piața internă. El este singurul film din seria Vacation care nu conține marca National Lampoon în titlu.

### Vacanță de Crăciun 2
A apărut în 2003.
Vacanță de Crăciun 2 (în engleză National Lampoon's Christmas Vacation 2: Cousin Eddie's Island Adventure) este un film de televiziune american care a avut premiera la 20 decembrie 2003 pe postul NBC. El este continuarea filmului National Lampoon's Christmas Vacation, deși este mai mult un spin-off decât un film din seria Vacation, deoarece actorii principali (Chevy Chase și Beverly D'Angelo) din filmele originale nu apar aici.
Randy Quaid și Miriam Flynn și-au reluat rolurile lor ca vărul Eddie și Catherine.
Acesta este până în prezent ultimul film din seria Vacation care poartă numele de National Lampoon, deși Warner Bros. continuă să dețină încă dreptul de folosire a numelui francizei "National Lampoon's Vacation" și a personajelor sale.

### Hotel Hell Vacation
A apărut în 2010.
Hotel Hell Vacation este un film de scurt metraj (13 minute) online american de comedie; distribuit pe site-ul HomeAway. Chevy Chase și Beverly D'Angelo își reinterpretează rolurile Clark și Ellen Griswold. Este prima oară când Clark și Ellen apar într-un film Vacation după filmul din 1997, Vegas Vacation. Filmul nu a fost finanțat de National Lampoon.

## Personaje
De-a lungul seriei, în rolurile principale s-au produs mai multe schimbări prezentate în tabelul de mai jos:
| Personaj                    | Film                 | Film              | Film                  | Film             | Film                 | Film-scurt          |
| Personaj                    | Vacation             | European Vacation | Christmas Vacation    | Vegas Vacation   | Christmas Vacation 2 | Hotel Hell Vacation |
| Familia Griswold            | Familia Griswold     | Familia Griswold  | Familia Griswold      | Familia Griswold | Familia Griswold     | Familia Griswold    |
| --------------------------- | -------------------- | ----------------- | --------------------- | ---------------- | -------------------- | ------------------- |
| Clark W. Griswold, Jr.      | Chevy Chase          | Chevy Chase       | Chevy Chase           | Chevy Chase      |                      | Chevy Chase         |
| Ellen Griswold              | Beverly D'Angelo     | Beverly D'Angelo  | Beverly D'Angelo      | Beverly D'Angelo |                      | Beverly D'Angelo    |
| Russell 'Rusty' Griswold    | Anthony Michael Hall | Jason Lively      | Johnny Galecki        | Ethan Embry      |                      | Travis Greer        |
| Audrey Griswold             | Dana Barron          | Dana Hill         | Juliette Lewis        | Marisol Nichols  | Dana Barron          |                     |
| Familia Johnson             |                      |                   |                       |                  |                      |                     |
| Edward 'Eddie' Johnson      | Randy Quaid          |                   | Randy Quaid           | Randy Quaid      | Randy Quaid          |                     |
| Catherine Johnson           | Miriam Flynn         |                   | Miriam Flynn          | Miriam Flynn     | Miriam Flynn         |                     |
| Verișoara Vicki             | Jane Krakowski       |                   |                       | Shae D'Lyn       |                      |                     |
| Vărul Dale                  | John P. Navin Jr.    |                   |                       |                  |                      |                     |
| Verișoara Daisy Mabel       | Violet Ramis         |                   |                       |                  |                      |                     |
| Verișoara Ruby Sue          |                      |                   | Ellen Hamilton Latzen | Juliette Brewer  |                      |                     |
| Vărul Rocky                 |                      |                   | Cody Burger           |                  |                      |                     |
| Vărul Denny                 |                      |                   |                       | Zach Moyes       |                      |                     |
| Vărul Clark 'Third' Johnson |                      |                   |                       |                  | Jake Thomas          |                     |